# Élections municipales de 2020 à Perpignan
Pour un article plus général, voir Élections municipales de 2020 dans les Pyrénées-Orientales.
Les élections municipales françaises de 2020 à Perpignan visent à procéder au renouvellement du conseil municipal. Le premier tour a lieu le 15 mars 2020. Le second tour, initialement prévu le 22 mars, a finalement lieu le 28 juin 2020 en raison de la pandémie de Covid-19.

## Contexte

### Rappel des résultats de 2014
En 2014, la liste UMP-UDI de Jean-Marc Pujol l'emporte au second tour sur celle FN de Louis Aliot.

## Candidats

### Union de la gauche radicale
La liste « L'Alternative ! Perpignan écologique et solidaire » rassemble la gauche radicale perpignanaise. Elle réunit le Parti communiste français, La France insoumise, Génération.s et le Nouveau Parti anticapitaliste, représentés dans le même ordre par des candidats positionnés de la deuxième à la cinquième place puisque leur tête de liste, Caroline Forgues, n'a pas d'appartenance partisane.

### Union de la gauche derrière EELV
Agnès Langevine, vice-présidente de la région, est candidate pour la liste d'Europe Écologie Les Verts « Enfin, l'écologie ! ». Elle reçoit le soutien du Parti socialiste, du Parti radical de gauche, de Place publique, de Génération écologie et d'En commun 66, mouvement proche du député samarien François Ruffin.

### La République en marche
Le député Romain Grau, élu sous l'étiquette de La République en marche en 2017, aussi membre de la majorité sortante, est candidat en tant que tête de la liste « Pour Perpignan », formée avec le Mouvement démocrate, l'Union des démocrates et indépendants, Oui au pays catalan, le Mouvement radical et Agir.
Fin mai 2020, entre les deux tours, Romain Grau est le premier à se retirer du second tour des élections municipales et à appeler à faire barrage au Rassemblement National. À la suite de cet appel au retrait républicain, certains colistiers, non adhérents de LRem, appellent à soutenir Louis Aliot : Josiane Cabanas, puis, au début du mois de juin, Alain Cavalière, ancien numéro 3 sur la liste Pour Perpignan. À la mi-juin, Christine Gonzalez, présidente du cercle Marcel-Cerdan, ex-socialiste et de Debout la France, appelle à voter pour le candidat soutenu par le RN. Alors que dans le même temps Isabelle de Noëll-Marchesan, numéro 2, Laurent Sobraques, numéro 5, Vincent Malherbe, Isabelle Frigola et Richard Brau appellent à voter Jean-Marc Pujol et à faire barrage au Rassemblement national.

### Les Républicains
Le maire Les Républicains sortant Jean-Marc Pujol est candidat à sa réélection, mais doit faire face à deux dissidences : Romain Grau, candidat pour La République en marche et Olivier Amiel, ex-trésorier du parti. Ce dernier est soutenu par le Mouvement hommes animaux nature.

### Rassemblement national
Député élu en 2017, Louis Aliot est le candidat du Rassemblement national. Une liste dissidente, « Rassemblement pour Perpignan », est menée par Alexandre Bolo.

## Sondages

### Premier tour
| Source                 | Date de réalisation                | Échantillon | LO       | LFI-PCF-G·s-NPA | EELV-PS   | LREM-MoDem-UDI-Agir | SE      | LR    | LR     | DVD   | DVD  | RN    | Autres |
| Source                 | Date de réalisation                | Échantillon | Advenard | Forgues         | Langevine | Grau                | Ripoull | Pujol | Calvet | Amiel | Bolo | Aliot |        |
| ---------------------- | ---------------------------------- | ----------- | -------- | --------------- | --------- | ------------------- | ------- | ----- | ------ | ----- | ---- | ----- | ------ |
| Source                 | Date de réalisation                | Échantillon |          |                 |           |                     |         |       |        |       |      |       |        |
| Ifop                   | 6 au 10 mars 2020                  | 606         | 1        | 7               | 15        | 12                  | 5       | 19    | —      | 5     | —    | 36    |        |
| BVA                    | 21 au 29 février 2020              | 600         | <0,5     | 8               | 15        | 15                  | 7       | 19    | —      | 1     | <0,5 | 35    | —      |
| Ipsos                  | 1er au 4 février 2020              | 604         | 0,5      | 10              | 15        | 13                  | 8       | 19    | —      | 4     | 0,5  | 30    | —      |
| Ifop                   | 30 décembre 2019 au 3 janvier 2020 | 497         | —        | 13,5            | 14,5      | 14                  | 7       | 18    | —      | 4     | 2    | 26    | 1      |
| Ifop (commandé par LR) | 12 au 17 juillet 2019              | 602         | —        | 7               | 20        | 13                  | 7       | 24    | —      | —     | —    | 28    | 1      |
| Ifop (commandé par LR) | 12 au 17 juillet 2019              | 602         | —        | 9               | 20        | 16                  | 9       | —     | 15     | —     | —    | 30    | 1      |
| Ifop (commandé par LR) | 12 au 17 juillet 2019              | 602         | —        | 7               | 19        | 17                  | 9       | —     | —      | 16    | —    | 31    | 1      |

N.B. :
- en gras sur fond coloré : le candidat arrivé en tête du sondage ;
- en gras sur fond blanc le candidat arrivé en deuxième position du sondage.

### Second tour
| Source                 | Date de réalisation                | Échantillon | EELV-PS-PCF-LFI | LREM-MoDem-UDI-Agir | LR    | LR     | RN    |
| Source                 | Date de réalisation                | Échantillon | Langevine       | Grau                | Pujol | Calvet | Aliot |
| ---------------------- | ---------------------------------- | ----------- | --------------- | ------------------- | ----- | ------ | ----- |
| Source                 | Date de réalisation                | Échantillon |                 |                     |       |        |       |
| Ifop                   | 6 au 10 mars 2020                  | 606         | 48              | —                   | —     | —      | 52    |
| Ifop                   | 6 au 10 mars 2020                  | 606         | —               | —                   | 49    | —      | 51    |
| Ifop                   | 6 au 10 mars 2020                  | 606         | 31              | —                   | 29    | —      | 40    |
| Ifop                   | 30 décembre 2019 au 3 janvier 2020 | 497         | 27              | 18                  | 26    | —      | 29    |
| Ifop (commandé par LR) | 12 au 17 juillet 2019              | 602         | 28              | 16                  | 26    | —      | 30    |
| Ifop (commandé par LR) | 12 au 17 juillet 2019              | 602         | 29              | 20                  | —     | 18     | 33    |
| Ifop (commandé par LR) | 12 au 17 juillet 2019              | 602         | —               | 27                  | 37    | —      | 36    |
| Ifop (commandé par LR) | 12 au 17 juillet 2019              | 602         | —               | 33                  | —     | 28     | 39    |
| Ifop (commandé par LR) | 12 au 17 juillet 2019              | 602         | —               | —                   | 54    | —      | 46    |
| Ifop (commandé par LR) | 12 au 17 juillet 2019              | 602         | —               | —                   | —     | 50     | 50    |

N.B. :
- en gras sur fond coloré : le candidat arrivé en tête du sondage ;
- en gras sur fond blanc le candidat arrivé en deuxième position du sondage.

## Résultats
|                                                        |                          |                                   |              |              |             |             |        |        |  |
| Tête de liste                                          | Tête de liste            | Liste                             | Premier tour | Premier tour | Second tour | Second tour | Sièges | Sièges |  |
| Tête de liste                                          | Tête de liste            | Liste                             | Voix         | %            | Voix        | %           | CM     | CC     |  |
|                                                        | Louis Aliot              | RN                                | 9 273        | 35,65        | 15 743      | 53,09       | 42     | 31     |  |
| Perpignan, l'avenir en grand                           |                          |                                   | 9 273        | 35,65        | 15 743      | 53,09       | 42     | 31     |  |
|                                                        | Jean-Marc Pujol          | LR                                | 4 794        | 18,43        | 13 908      | 46,91       | 13     | 9      |  |
| Perpignan pour vous                                    |                          |                                   | 4 794        | 18,43        | 13 908      | 46,91       | 13     | 9      |  |
|                                                        | Agnès Langevine          | EELV - PS - PP - PRG - GÉ         | 3 774        | 14,51        | Retrait     | Retrait     | 0      | 0      |  |
| Enfin l'écologie ! tout Perpignan avec Agnès Langevine |                          |                                   | 3 774        | 14,51        | Retrait     | Retrait     | 0      | 0      |  |
|                                                        | Romain Grau              | LREM - MoDem - UDI - Agir - OPCat | 3 425        | 13,17        | Retrait     | Retrait     | 0      | 0      |  |
| Pour Perpignan                                         |                          |                                   | 3 425        | 13,17        | Retrait     | Retrait     | 0      | 0      |  |
|                                                        | Caroline Forgues         | PCF - NPA - LFI - G.s             | 1 710        | 6,57         |             |             | 0      | 0      |  |
| L'Alternative ! Perpignan écologique et solidaire      |                          |                                   | 1 710        | 6,57         |             |             | 0      | 0      |  |
|                                                        | Clotilde Ripoull         | DIV                               | 1 560        | 5,99         | 0           | 0           |        |        |  |
| Libres !                                               |                          |                                   | 1 560        | 5,99         | 0           | 0           |        |        |  |
|                                                        | Olivier Amiel            | LR diss. - MHAN                   | 936          | 3,59         | 0           | 0           |        |        |  |
| Perpignan la républicaine                              |                          |                                   | 936          | 3,59         | 0           | 0           |        |        |  |
|                                                        | Alexandre Bolo           | RN diss.                          | 335          | 1,28         | 0           | 0           |        |        |  |
| Rassemblement pour Perpignan                           |                          |                                   | 335          | 1,28         | 0           | 0           |        |        |  |
|                                                        | Pascale Advenard         | LO                                | 197          | 0,75         | 0           | 0           |        |        |  |
| Faire entendre le camp des travailleurs                |                          |                                   | 197          | 0,75         | 0           | 0           |        |        |  |
|                                                        |                          |                                   |              |              |             |             |        |        |  |
| Votes valides                                          | Votes valides            | Votes valides                     | 26 004       | 97,88        | 29 651      | 93,73       |        |        |  |
| Votes blancs                                           | Votes blancs             | Votes blancs                      | 211          | 0,79         | 1 235       | 3,90        |        |        |  |
| Votes nuls                                             | Votes nuls               | Votes nuls                        | 350          | 1,32         | 750         | 2,37        |        |        |  |
| Total                                                  | Total                    | Total                             | 26 565       | 100          | 31 636      | 100         | 55     | 40     |  |
| Abstention                                             | Abstention               | Abstention                        | 40 295       | 60,27        | 35 345      | 52,77       |        |        |  |
| Inscrits / participation                               | Inscrits / participation | Inscrits / participation          | 66 860       | 39,73        | 66 981      | 47,23       |        |        |  |

## Analyse
La journaliste Prisca Borrel relève que Louis Aliot « fait basculer l’emblématique quartier Saint-Jacques dans son camp pour la toute première fois » : ce « quartier « gitan », considéré aussi comme le plus pauvre de France et dont le taux de chômage atteint les 85 % d’après le contrat de ville de 2014 », « avait toujours voté pour la municipalité sortante ». Le « divorce » avec la municipalité de Jean-Marc Pujol s'explique par le fait que celle-ci n'ait pas mené à son terme le plan de réhabilitation du quartier, classé zone urbaine sensible, tandis que Louis Aliot a pu s'attirer les faveurs de l'électorat local en militant pour la création d’un festival des cultures tziganes à Perpignan et d’une « radio de culture gitane ».